# Brusa högre lilla å
"Brusa högre lilla å" är ett instrumentalt musikstycke av Björn J:son Lindh. Det utgavs för första gången 1980 och utgör öppningsspår på albumet Våta vingar. Det utgavs också som maxisingel samma år med låten "J:sons hundar" som B-sida. "Brusa högre lilla å" är J:son Lindhs mest kända komposition.

## Inspelning
På inspelningen medverkar J:son Lindh på piano, Janne Schaffer på elgitarr, Stefan Brolund på elbas, Per Lindvall på trummor och Sveriges Radios symfoniorkester på stråkar. Singeln producerades av J:son Lindh och Rune Öfwerman och spelades in i Metronome studio med Janne Hansson som ljudtekniker.
Stycket var först tänkt som filmmusik till Kay Pollaks film Barnens ö (1980), men av någon anledning skar det sig mellan J:son Lindh och regissören och låten togs istället med på albumet Våta vingar.
Schaffer har sagt följande om stycket: "Jag är oerhört tacksam för att han skrev "Brusa högre lilla å" och att jag fick spela melodistämman. Det är otroligt stycke med mycket värme i..."

## Andra versioner
Stycket har även spelats in av Janne Lucas på albumet Rocky Mountain (1980), Vikingarna på albumet Kramgoa låtar 9 (1981), Anders Berglund på albumet Leader of the Band (1988), åter av J:son Lindh tillsammans med Janne Schaffer och Gunnar Idenstam på albumet Tid brusa (1990) och Dana Dragomir på albumet Traditional (1993).

## I TV
Låten finns med i TV-serien Det nya landet (2000).

## Låtlista
1. "Brusa högre lilla å" – 4:20
2. "J:sons hundar" – 4:47